# ファルメンタ
ファルメンタ（伊: Falmenta）は、イタリア共和国ピエモンテ州ヴェルバーノ・クジオ・オッソラ県に存在した、人口約100人の基礎自治体（コムーネ）。
2019年1月1日にカヴァーリオ＝スポッチャおよびクルソロ＝オラッソと合併し、ヴァッレ・カンノビーナの一部となった。

## 地理

### 位置・広がり
| コムーネとしてのファルメンタに隣接していたコムーネは以下の通り。 - アウラーノ - カンノービオ - カヴァーリオ＝スポッチャ - グッロ - ミアッツィーナ - トラーレゴ・ヴィッジョーナ |

## 行政
- 代表: Luigi Milani（2015年05月31日選出）

### 分離集落
ファルメンタには、以下の分離集落（フラツィオーネ）があった。
Crealla, collegata con la strada da Falmenta, abitanti 25